# Пихлер, Кристиан
Кристиан Пихлер (нем. Christian Pichler; род. 12 июля 1988) — австрийский спортсмен-конькобежец. Участник чемпионатов мира и Европы. Многократный чемпион Австрии в многоборье (2006, 2007, 2008 и 2010).
Пихлер считался большим талантом в своей стране и возможным преемником призера Олимпийских игр в Калгари Михаэля Хадшеффа. В 2007 году он занял пятое место на чемпионате мира среди юниоров. В 2008 году, в третий раз участвуя в чемпионате Европы по многоборью, Кристиан Пихлер, заняв семнадцатое место, добился своего лучшего результата на этом турнире.
После 2011 года не выступал.